# Planul Vance

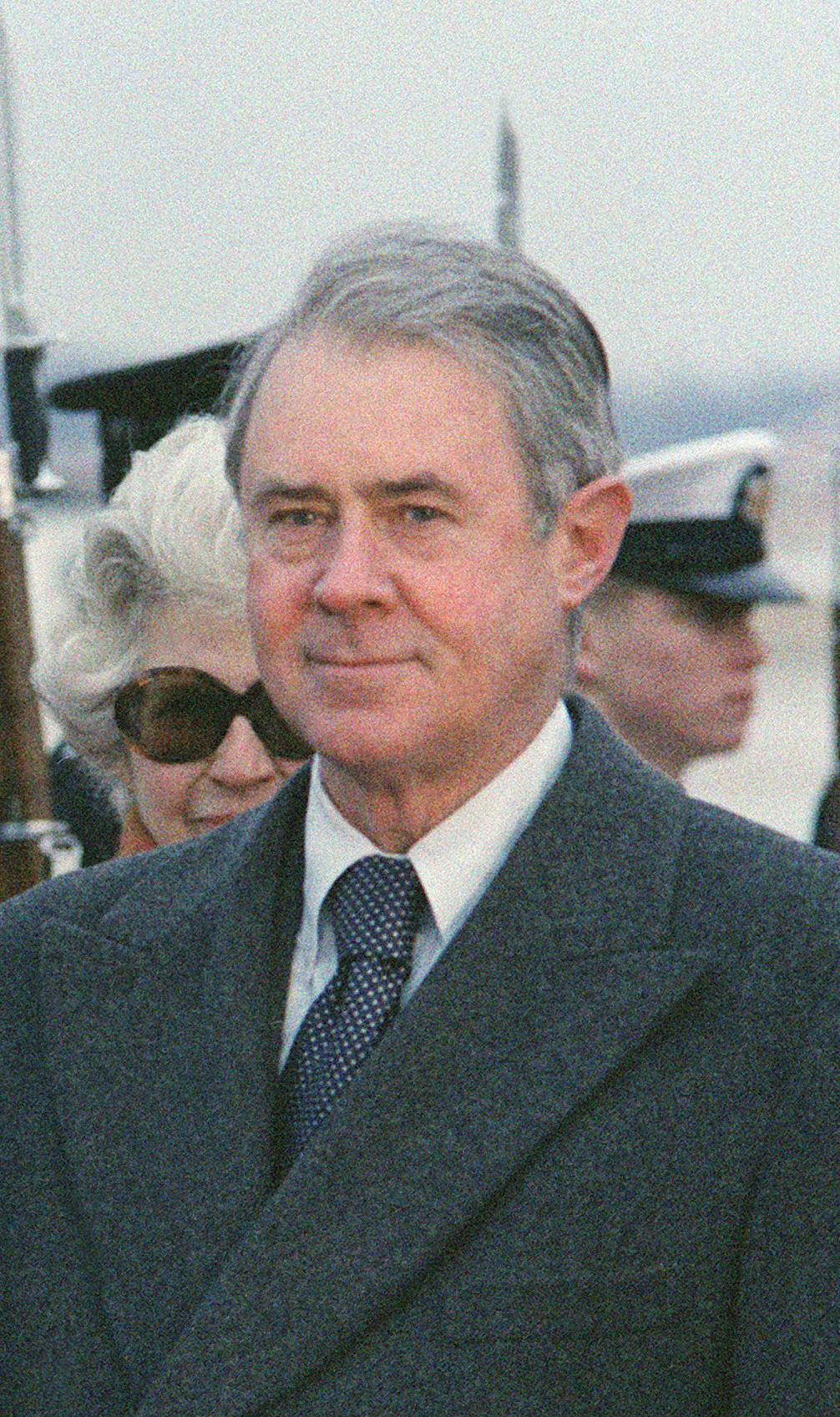
Cyrus Vance, autor al planului care îi poartă numele

Planul Vance (în croată Vanceov plan, în sârbă Vensov plan) a fost un plan de pace negociat de fostul Secretar de Stat Cyrus Vance în noiembrie 1991 în timpul Războiului de Independență al Croației dintre forțele croate loiale guvernului croat - care și-au declarat independența față de Republica Socialistă Federativă Iugoslavia - și între sârbii din Croația, Armata Republicii Sârbe Krajina (ARSK) și Armata Populară Iugoslavă (JNA) controlată de sârbi. În acel moment, Vance era trimis special al Secretarului General al Națiunilor Unite; el a fost asistat de diplomatul american Herbert Okun în timpul negocierilor. Planul a fost conceput pentru a implementa o încetare a focului, demilitarizarea teritoriului Croației aflat sub controlul ARSK și JNA, permiterea revenirii refugiaților și de a crea condițiile favorabile pentru negocierile privind soluționarea politică permanentă a conflictului care a rezultat ca urmare a destrămarii Iugoslaviei.
Planul Vance a constat din două acorduri de pace. Primul acord, cunoscut sub denumirea de la Acordul de la Geneva, a fost semnat de către ministrul iugoslav al apărării generalul Veljko Kadijević, Președintele Serbiei Slobodan Miloșevici și Președintele Croației Franjo Tuđman la Geneva, Elveția la 23 noiembrie 1991. Deoarece încetarea focului convenită în acel moment nu a fost respectată, s-au dus negocieri la vârf înalt în continuare care s-au concretizat prin Acordul de la Sarajevo din 2 ianuarie 1992. Ultimul acord, semnat la Sarajevo, Bosnia și Herțegovina, de locotenent-colonel generalul JNA Andrija Raseta și de către ministrul croat al apărării Gojko Susak, a dus la o încetare a focului de lungă durată, care a fost supravegheată de către trupele Națiunilor Unite, UNPROFOR (în engleză United Nations Protection Force, în franceză Force de Protection des Nations Unies). Părțile nu au reușit să pună în aplicare în totalitate aspectele majore ale planului Vance.

## Fundal

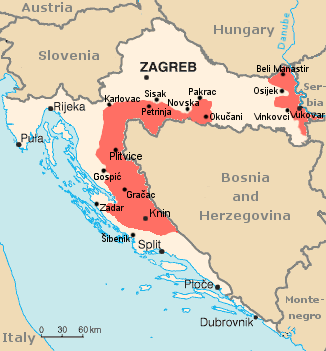
Harta autoproclamatei Republici Sârbe Krajina (cu roșu)

În august 1990, în Croația a avut loc o insurgență cunoscută sub numele de Revoluția Balvan (în sârbocroată Balvan revolucija/Балван револуција). Ea s-a concentrat asupra zonelor predominant sârbe din zonele slab locuite din Dalmația din jurul orașului Knin, părți ale regiunilor Lika, Kordun și Banovina și așezări din estul Croației cu populații sârbe semnificative. Aceste zone au fost ulterior declarate a fi Republica Sârbă Krajina (RSK). După ce RSK și-a declarat intenția de a se alătura Serbiei, guvernul croat a declarat RSK o organizație rebelă. Până în martie 1991, conflictul a escaladat, ducând la Războiul de Independență al Croației. În iunie 1991, Croația și-a declarat independența ca urmare a destrămarii Iugoslaviei. A urmat un moratoriu de trei luni după declarațiile de independență ale Croației și ale RSK, dar ambele declarații au intrat în vigoare abia la 8 octombrie.
Garda Națională Croată (în croată Zbor narodne garde, ZNG) a fost înființată în mai 1991, deoarece Armata Populară Iugoslavă (în sârbocroată Jugoslavenska Narodna Armija, JNA) a sprijinit din ce în ce mai mult RSK și poliția croată nu au putut face față situației. În noiembrie 1991, ZNG a fost redenumită ca armata croată (în croată Hrvatska vojska, HV). Înființarea armatei croate a fost împiedicată de un embargou asupra armelor al ONU din septembrie 1991. În ultimele luni ale anului 1991 au avut loc cele mai puternice lupte ale războiului, culminând cu Bătălia pentru cazărmi (în sârbocroată Bitka za vojarne), cu Asediul de la Dubrovnik și cu Bătălia de la Vukovar.

## Acordul de la Geneva
Planul Vance a fost un rezultat al misiunii diplomatice a fostului Secretar de Stat Cyrus Vance, trimis special al Secretarului General al Națiunilor Unite; el a fost asistat  în timpul negocierilor de diplomatul american Herbert Okun și de Subsecretarul General al Organizației Națiunilor Unite
pentru afaceri politice speciale Marrack Goulding.  Misiunea a fost trimisă în RSF Iugoslavia și a avut ca scop negocierea sfârșitului ostilităților în Croația la sfârșitul anului 1991. Planul a propus o încetare a focului, protecția civililor în anumite zone desemnate ca zone protejate de Organizația Națiunilor Unite și o operațiune de menținere a păcii a Organizației Națiunilor Unite în Croația.
Planul a fost prezentat prima oară președintelui RS Serbia, Slobodan Milošević. Milošević l-a analizat și a constatat că planul este pe deplin acceptabil și a promis că se va asigura că cei de la conducerea RSK îl vor susține în cele din urmă. El a aprobat planul pentru că a asigurat păstrarea câștigurilor teritoriale sârbe din 1991, a păstrat administrația sârbilor croați în zonele în care au fost desfășurate misiuni de menținere a păcii, lucru care a permis JNA să își concentreze atenția asupra Bosniei și Herțegovinei. Vance s-a întâlnit apoi cu ministrul iugoslav al apărării, generalul JNA  Veljko Kadijević, care a aprobat planul după ce a fost îndemnat de Milošević să facă acest lucru. După ce planul a fost acceptat de președintele croat Franjo Tuđman, Acordul de la Geneva a fost semnat de Tuđman, Milošević și Kadijević la Geneva, Elveția, la 23 noiembrie 1991. Acordul a avut o condiție prealabilă de desfășurare a forței de menținere a păcii ONU. Acest acord cuprindea patru dispoziții; sfârșitul blocadei croate asupra cazarmelor JNA, retragerea personalului JNA și a echipamentului JNA din Croația, punerea în aplicare a unei încetări a focului și înlesnirea livrării ajutoarelor umanitare.
Părțile semnatare ale acordului au convenit de asemenea asupra desfășurării unei misiuni de menținere a păcii a ONU în Croația, care a fost ulterior autorizată prin Rezoluția 721 din 27 noiembrie 1991 a Consiliului de Securitate al Organizației Națiunilor Unite, în urma unei cereri oficiale privind desfășurarea unei misiuni de menținere a păcii prezentată de guvernul iugoslav în ziua precedentă.
Planul Vance a fost aprobat în conformitate cu Rezoluția 721 a Consiliului de Securitate al ONU, ca parte a Raportului Secretarului General al ONU prezentat la 11 decembrie,  ca Rezoluția 724 din 15 decembrie a Consiliului de Securitate al ONU. Această rezoluție a stabilit că nu au fost încă îndeplinite condițiile necesare pentru desfășurarea misiunilor de menținere a păcii. În schimb, ONU a desfășurat 50 de ofițeri de legătură pentru pregătirea misiunii, în timp ce luptele au continuat în cursul anului 1991. Blocarea cazarmelor JNA pe teritoriul controlat de HV a rămas în vigoare până în decembrie 1991.
În ultima rundă de întâlniri care a durat zece zile, Vance a negociat un alt acord de încetare a focului ca un aranjament provizoriu susținut de o detașare a forțelor de menținere a păcii din partea ONU pentru a o supraveghea. Ultimul obstacol în calea acordului a fost eliminat atunci când Tuđman a fost de acord să ridice blocada asupra ultimelor cazarme ale JNA din teritoriul deținut de HV pe 25 decembrie. S-au îndeplinit astfel condițiile lui Kadijević pentru punerea în aplicare a încetării focului, iar Milošević a declarat că nu mai are alte obiecții față de planul din 31 decembrie.

## Acordul de Implementare de la Sarajevo
Ultimul acord este cunoscut ca Acordul de la Sarajevo (în croată Sarajevski sporazum) sau Acordul de Implementare (de punere în aplicare) a planului Vance. Desfășurarea forțelor ONU a fost posibilă datorită acceptării faptului că acordul nu a reprezentat o soluționare politică finală și datorită descrierii rolului misiunii ONU, care a permis ambelor părți să pretindă că sunt victorioase. RSK a susținut că situația permite menținerea autorității RSK până la soluționarea politică definitivă, ceea ce înseamnă că practic RSK nu avea niciun motiv să negocieze. Croații au crezut că ONU va preda autorităților croate zona controlată de RSK, lucru pe care ONU nici nu l-a încercat [31].

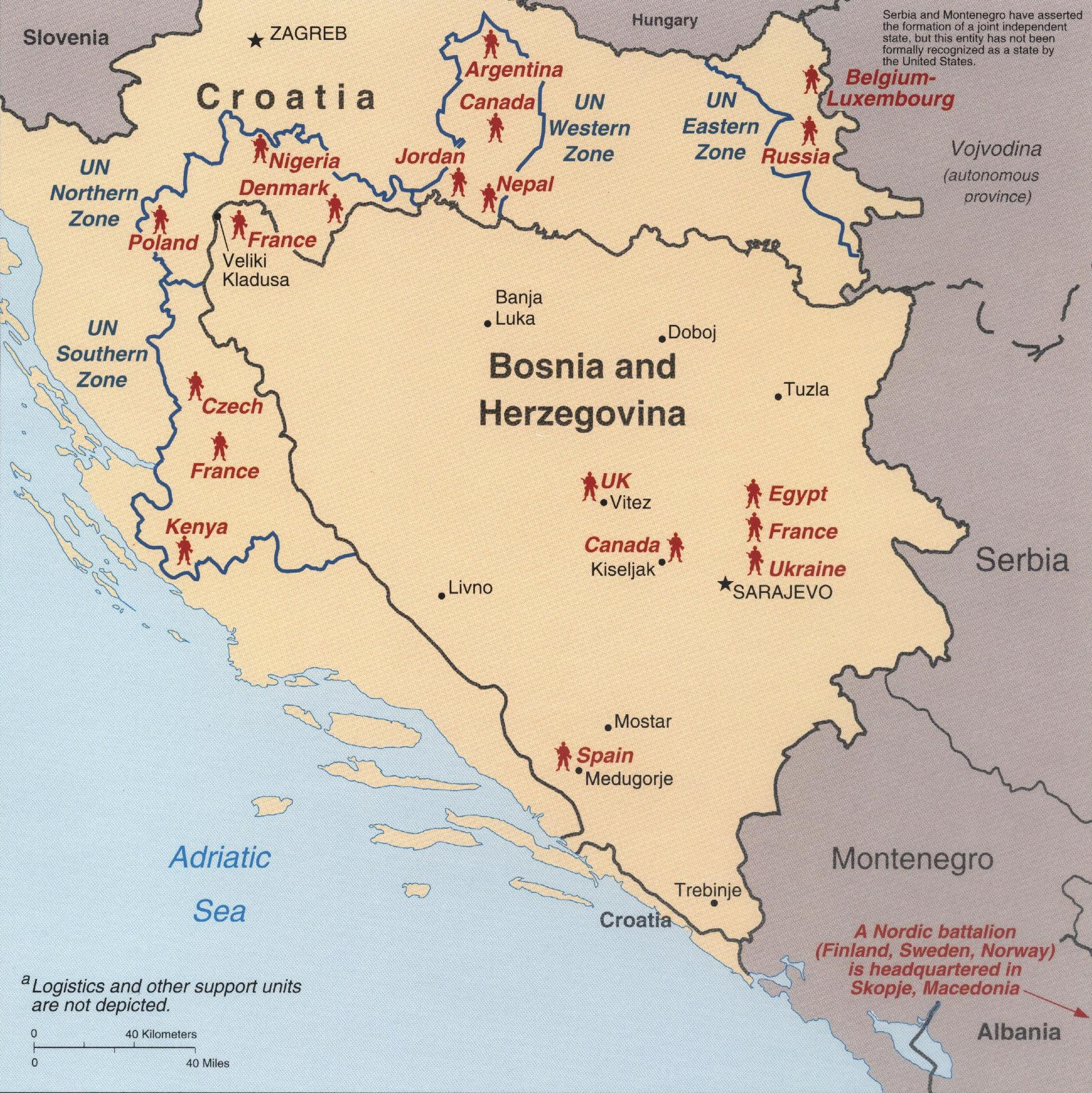
Misiuni ONU de menținere a păcii desfășurate în baza planului Vance

După patru ore de negocieri, acordul a fost semnat la 2 ianuarie 1992 de ministrul croat al apărării, Gojko Šušak, și de către comandantul adjunct JNA al celui de-al 5-lea District Militar,  generalul locotenent-colonel Andrija Rašeta, la Sarajevo, în Bosnia și Herțegovina. A fost al 15-lea acord semnat de la începutul Războiului de Independență al Croației la 31 martie 1991. În general, încetarea focului a avut loc după intrarea sa în vigoare la 3 ianuarie, la orele 18:00. Principala excepție a fost  în zona Dubrovnik, unde JNA a ocupat poziții în jurul orașului Dubrovnik și lângă Konavle, până în iulie 1992. Această zonă nu a fost inclusă în programul ONU de menținere a păcii. La 4 ianuarie, Marina Iugoslavă s-a retras din baza navală Lora din apropiere de Split, cantonul Split-Dalmația. La 5 ianuarie, generalul-maior Imra Agotić, comandantul Gărzii Naționale Croate, a luat act de 84 de încălcări ale armistițiului de către partea sârbă. La 7 ianuarie, Forțele Aeriene Iugoslave au doborât un elicopter al Comunității Europene aflat într-o misiunea de monitorizare. A doua zi, Kadijević a demisionat din funcția de ministru al apărării și a fost înlocuit cu general-colonelul Blagoje Adžić.
Planul Vance a fost conceput pentru a opri luptele din Croația și pentru a permite negocierilor să continue fără impactul ostilităților în desfășurare. Nu a oferit în prealabil soluții politice. Planul a implicat desfășurarea Forței de Protecție a ONU de 10.000 de soldați (UNPROFOR) în cele trei zone majore de conflict desemnate ca zone protejate de ONU (UNPAs).  Planul conținea o listă de municipalități specifice care urmau să fie incluse în fiecare zonă protejată de ONU, însă granițele exacte ale fiecărei zone nu erau definite în mod clar, deoarece mai multe municipalități urmau să fie incluse doar parțial. Sarcina de a defini frontierele exacte ale fiecărei zone protejate de ONU a fost delegată ofițerilor de legătură ai ONU desfășurați în prealabil, în cooperare cu autoritățile din fiecare zonă. Crearea acestor zone a fost necesară pentru acceptarea planului de către președinții Milošević și Tuđman. Autoritățile din zonele iugoslave majoritar sârbe au cerut inițial desfășurarea unei forțe a ONU de-a lungul unei zone între părțile sârbe și croate, reflectând dorința sârbilor de a vedea forța de menținere a păcii care să securizeze liniile frontului. Croația a dorit ca forța ONU să se desfășoare de-a lungul frontierelor sale internaționale. Zonele protejate de ONU au servit oficial pentru a satisface în mod formal cerințele ambelor părți.

## Urmări

Gojko Šušak (al treilea din stânga, primul rând) și președintele Franjo Tuđman (în dreapta lui), printre alți oficiali de rang înalt, observând evoluția operațiunii Furtuna la 4 august 1995

În ciuda acordului de la Geneva, care cerea retragerea imediată a personalului și a echipamentelor JNA din Croația, JNA a rămas acolo timp de încă șapte-opt luni. Când s-au retras în cele din urmă, ei au lăsat în urmă echipamentul pentru a fi folosit de forțele RSK. Încetarea focului din 2 ianuarie a permis JNA să-și păstreze pozițiile în estul și vestul Slavoniei, care se aflau la limita colapsului militar. Ca o consecință a problemelor de organizare și a încălcărilor acordului precedent de încetare a focului, trupele UNPROFOR au început să sosească abia după 8 martie și a durat două luni pentru a se desfășura pe deplin în cadrul zonelor ONU de protecție. Chiar dacă UNPROFOR a plasat majoritatea armamentului greu al RSK în zone de depozitare controlate în comun de ONU și RSK până în ianuarie 1993, trupele de menținere a păcii nu au reușit să îndeplinească prevederile planului Vance, cum ar fi dezarmarea milițiilor RSK, întoarcerea refugiaților, restaurarea autorității civile și înființarea unei forțe de poliție etnic mixtă. Armata RSK a fost redenumită ca poliție, în timp ce epurarea etnică a zonelor aflate sub controlul său a continuat nesupravegheată. Trupele UNPROFOR au fost obligate să împiedice întoarcerea refugiaților din cauza condițiilor de siguranță scăzute. Nu a fost făcută nicio încercare de a crea o forță de poliție mixtă din punct de vedere etnic. UNPROFOR nu a reușit, de asemenea, să îndepărteze forțele RSK din afara zonelor ONU de siguranță desemnate care erau sub controlul RSK atunci când a fost semnat Acordul de Implementare a încetării focului. Aceste zone - mai bine cunoscute sub numele de „zonele roz” — trebuiau readuse de la bun început sub controlul croat. Nerespectarea acestui aspect al implementării planului Vance au transformat zonele roz într-o sursă majoră de fricțiuni între Croația și RSK.
În 1993, Croația a lansat mai multe operațiuni militare la scară mică împotriva RSK pentru a cuceri obiectivele locale semnificative și pentru a atrage atenția internațională; Croația era îngrijorată că situația de pe teren ar putea deveni permanentă. În replică, militarii RSK și-au recuperat armele din locurile de depozitare controlate de ONU/RSK, anulând astfel singurul succes major al UNPROFOR. În martie 1995, misiunea UNPROFOR s-a încheiat în urma eforturilor depuse de ambasadorul SUA Richard Holbrooke; Operațiunea de consolidare a încrederii în Organizația Națiunilor Unite a fost desfășurată în Croația cu un nou mandat. Mai târziu în acel an, cea mai mare parte a teritoriului controlat de RSK a fost capturată de HV în timpul operațiunilor Blitz și Furtuna, așa cum a fost prevăzut de Babić atunci când s-a opus planului Vance în 1991. Restul zonelor deținute de RSK au fost recuperate de Croația în urma Acordului de la Erdut, negociat între autoritățile croate și cele sârbe la 12 noiembrie 1995, în timpul discuțiilor de pace care au dus la Acordul de la Dayton.

### Cărți
- Ahrens, Geert-Hinrich (2007). Diplomacy on the Edge: Containment of Ethnic Conflict and the Minorities Working Group of the Conferences on Yugoslavia. Washington, D.C.: Woodrow Wilson Center Press. ISBN 978-0-8018-8557-0.
- Armatta, Judith (2010). Twilight of Impunity: The War Crimes Trial of Slobodan Milosevic. Durham, North Carolina: Duke University Press. ISBN 978-0-8223-4746-0.
- Bellucci, Paolo; Isernia, Pierangelo (2003). „Massacring in Front of a Blind Audience? Italian Public Opinion and Bosnia”.  În Sobel, Richard; Shiraev, Eric; Shapiro, Robert. International Public Opinion and the Bosnia Crisis. Lanham, Maryland: Lexington Books. pp. 173–218. ISBN 978-0-7391-0480-4.
- Biondich, Mark (2004). „Croatia”.  În Richard C. Frucht. Eastern Europe: An Introduction to the People, Lands, and Culture. Santa Barbara, California: ABC-CLIO. ISBN 978-1-57607-800-6.
- Bjelajac, Mile; Žunec, Ozren (2009). „The War in Croatia, 1991–1995”.  În Charles W. Ingrao; Thomas Allan Emmert. Confronting the Yugoslav Controversies: A Scholars' Initiative. West Lafayette, Indiana: Purdue University Press. ISBN 978-1-55753-533-7.
- Central Intelligence Agency, Office of Russian and European Analysis (2002). Balkan Battlegrounds: A Military History of the Yugoslav Conflict, 1990–1995. Washington, D.C.: Central Intelligence Agency. OCLC 50396958.
- Denitch, Bogdan (1996). Ethnic nationalism: the tragic death of Yugoslavia. Minneapolis, Minnesota: University of Minnesota Press. ISBN 978-0-8166-2947-3.
- Eastern Europe and the Commonwealth of Independent States. London, England: Routledge. 1999. ISBN 978-1-85743-058-5.
- Hoare, Marko Attila (2010). „The War of Yugoslav Succession”.  În Ramet, Sabrina P. Central and Southeast European Politics Since 1989. Cambridge University Press. ISBN 978-1-139-48750-4.
- Libal, Michael (1997). Limits of Persuasion: Germany and the Yugoslav Crisis, 1991–1992. Westport, Connecticut: Greenwood Publishing Group. ISBN 978-0-275-95798-8.
- Nambiar, Satish (2001). „UN peacekeeping operations in the former Yugoslavia – from UNPROFOR to Kosovo”.  În Thakur, Ramesh; Schnabel, Albrecht. United Nations peacekeeping operations: ad hoc missions, permanent engagement. United Nations University Press. ISBN 978-92-808-1067-7.
- Ramcharan, B. G., ed. (1997). The International Conference on the Former Yugoslavia: Official Papers, Volume 1. BRILL. ISBN 978-90-411-0429-8.
- Sell, Louis (2002). Slobodan Milosevic and the Destruction of Yugoslavia. Durham, North Carolina: Duke University Press. ISBN 978-0-8223-3223-7.
- Trbovich, Ana S. (2008). A Legal Geography of Yugoslavia's Disintegration. Oxford, England: Oxford University Press. ISBN 978-0-19-533343-5. Arhivat din original la 17 ianuarie 2017.

### Articole din jurnale științifice
- Brigović, Ivan (octombrie 2011). „Odlazak Jugoslavenske narodne armije s područja Zadra, Šibenika i Splita krajem 1991. i početkom 1992. godine” [Departure of the Yugoslav People's Army from the area of Zadar, Šibenik and Split in late 1991 and early 1992]. Journal of Contemporary History (în Croatian). Croatian Institute of History. 43 (2): 415–452. ISSN 0590-9597.
- Marijan, Davor (mai 2012). „The Sarajevo Ceasefire – Realism or strategic error by the Croatian leadership?”. Review of Croatian History. Croatian Institute of History. 7 (1): 103–123. ISSN 1845-4380.

## Legături externe
- Planul Vance Arhivat în 24 martie 2019, la Wayback Machine., arhive ONU